# Stazione di Albate-Trecallo
Stazione di Albate-Trecallo vasútállomás Olaszországban, Lombardia régióban, Como településen.

## Vasútvonalak
Az állomást az alábbi vasútvonalak érintik:
- Como–Lecco-vasútvonal

## Kapcsolódó állomások
A vasútállomáshoz az alábbi állomások vannak a legközelebb:
- Stazione di Albate-Camerlata
- Stazione di Cantù